# ジャンプ海賊ワールド
「ジャンプ海賊ワールド」（ジャンプかいぞくワールド）とは、かつて『週刊少年ジャンプ』（以下WJ）誌上で連載されていた読者投稿・情報コーナー。連載期間は1980年27号から1982年43号まで。
前身の「びっくりプレイタウン」では、読者からギャグや似顔絵、ファンレターなどを募集していたが、これを引き継いだ上で新たに情報コーナーを追加。芸能界の最新情報などを紹介していた。これまでのWJにおける読者コーナーは、本コーナーを含め2ページ程度だったが、次のジャンプ放送局以降から6ページ構成となった。また点数制を導入したことなどから、内容の面でも飛躍的発展を遂げる。